# 福尔河
福尔河（英語：Fowl River）是亚拉巴马州莫比爾縣的一条长约23.2千米的汽水河，起源于亚拉巴马州莫比尔附近。福尔河最初被法国殖民者命名为Riviere aux Poules，意思是“老鹰河”，翻译为英语就成了“Fowl River”。